# LUPIN ZERO
- ルパン三世 > LUPIN ZERO
- トムス・エンタテインメントの作品一覧 > LUPIN ZERO

『LUPIN ZERO』（ルパン ゼロ）は、モンキー・パンチ原作のアニメ『ルパン三世』のWEB配信アニメ。DMM TVにて、2022年12月16日より独占配信。

## 概要
原作漫画の連載当初の時代（1960年代）の日本を舞台に、中学1年生・13歳のルパン三世の冒険が繰り広げられる。
アニメ作品としては初となるルパンの少年時代が本格的に描かれる。原作漫画の「少年ルパン編」を基に制作された全6話のオリジナルストーリーになっている。
監督は、『ルパン三世』のファンでアニメーション業界に入り『TV第5シリーズ』に参加した酒向大輔が担当。シリーズ構成は『TV第5シリーズ』を担当した大河内一楼が担当する。
アニメーション制作は、現在までルパン作品を制作しているトムス・エンタテインメントの子会社で、『TV第2シリーズ』の一部の回や『TV第4シリーズ』、劇場版『カリオストロの城』等の制作を担当し、ルパン作品に深く携わってきたテレコム・アニメーションフィルムが行う。こちらも大河内と同様、『part5』以来、4年ぶりに担当する。
2019年ごろに企画が発足。監督の酒向大輔によると、企画時に決まっていたことは「少年時代のルパン三世をやる」「ルパン三世のアニメの所有権者に触れない（『TV第2シリーズ』やテレビスペシャルなど日本テレビ製作のものに触れない、別の独立した作品にする）」の二点であり、それ以外は“大人の事情”もなく比較的自由に製作できたという。
役名クレジットにおいて次元がフルネームでなく名字の「次元」のみとなっているのは、日本テレビ製作のシリーズに登場する「次元大介」とは別であることを示す配慮からである。ただし、酒向は後に「Yテレ（読売テレビ＝『TV第1シリーズ』）の次元大介ですって強硬に主張すればクレジットも解決したかもしれない」と語っている。
主題曲をはじめ、音楽は『TV第1シリーズ』の山下毅雄による楽曲がアレンジされ使用。音楽は『山下毅雄を斬る』というアルバムをリリースするなど山下に詳しい大友良英が担当した。企画の際に「音楽面で大野雄二は選択肢に入らない」と告げられた監督の酒向が山下の音楽の使用を決め、『TV第1シリーズ』を製作した読売テレビからスコア使用の許可が下りたことを機に『TV第1シリーズ』を踏襲するコンセプトも固まったという。
ルパン二世役には『風魔一族の陰謀』で一度だけルパン三世を演じた古川登志夫、ルパン一世役には初代ルパン三世役の山田康雄と初代銭形警部役の納谷悟朗が生前所属したテアトル・エコーの後輩であり山田の後任としてルパン役の候補に挙がった経験もある安原義人が起用されている。

## 登場人物

### メインキャラクター
ルパン
声 - 畠中祐
13歳。祖父から盗術を教わった少年。中学生らしく詰めや性格に甘さが見られる。
次元
声 - 武内駿輔
13歳。ルパンの中学校の同級生。のちにルパンの相棒になる。傭兵の父の影響で既に銃は凄腕。クールでぶっきらぼうな言動が多いが、根は優しい。
洋子
声 - 早見沙織
27歳。ナイトクラブのシンガーでありながら、裏稼業も担う。
しのぶ
声 - 行成とあ
29歳。ルパン家に住み込みで勤務する家政婦で、ルパン二世の部下。二世の命令でルパンの世話とお目付役も担う。
ルパン一世
声 - 安原義人
年齢不詳。かの有名な大泥棒。孫の才能を見抜き、家業を継がせようとしている。
ルパン二世
声 - 古川登志夫
年齢は40代。ルパン少年の父。しのぶを通して息子に干渉している。
アルベール
声 - 小林ゆう
10歳。ルパン三世PART5とPART6にも登場するルパン少年の親戚。本作ではルパン一世の付き人で、ルパンと同じ後継者候補である。

## スタッフ
- 原作 - モンキー・パンチ[7]
- シリーズ構成・脚本 - 大河内一楼[7]
- 監督 - 酒向大輔[7]
- 設定考証 - 白土晴一[7]
- キャラクターデザイン - 田口麻美[7]
- 美術監督 - 清水哲弘、小崎弘貴[7]
- 色彩設計 - 岡亮子[7]
- 撮影監督 - 千葉洋之[7]
- 編集 - 柳田美和[7]
- 音響監督 - 丹下雄二[7]
- 音響効果 - 倉橋裕宗[7]
- 音楽 - 大友良英[7]
- アニメーション制作 - テレコム・アニメーションフィルム[7]
- 製作 - トムス・エンタテインメント[7]

## 主題曲
メインテーマ「AFRO "LUPIN'68"」
作曲 - 山下毅雄 / 編曲 - 大友良英 / 演奏 - Otomo Yoshihide LUPIN ZERO Band
『TV第1シリーズ』2代目オープニングテーマのアレンジ版。
エンディングテーマ「ルパン三世主題歌II」
作詞 - 東京ムービー企画部 / 作曲 - 山下毅雄 / 編曲 - 大友良英 / 歌 - 七尾旅人 / 演奏 - Otomo Yoshihide LUPIN ZERO Band
TV第1シリーズエンディングテーマのアレンジ版。
劇中歌「かわいい男の子」
アーティスト - SARM / 作詞・作曲 - 荒波健三

## 各話リスト
| # | サブタイトル             | 脚本       | 絵コンテ            | 演出                                        | 総作画監督                            | 作画監督 | 作画監修 | 配信日          |
| - | ------------------------ | ---------- | ------------------- | ------------------------------------------- | ------------------------------------- | --- | -------- | --------------- |
| 1 | 少年ルパン、狼に出会う   | 大河内一楼 | 酒向大輔            | 酒向大輔 あおきまほ(演出助手)               | 田口麻美                              | 小川麻衣 羽山淳一 あおきまほ 丹羽恭利 大西陽一 | -        | 2022年 12月16日 |
| 2 | 列車で秘宝に食らいつけ   | 内田裕基   | 米たにヨシトモ      | 富沢信雄                                    | 末永宏一                              | 小川麻衣 あおきまほ 丹羽恭利 大西陽一 | -        | 2022年 12月16日 |
| 3 | 一世の孫、跡目を競う     | 大河内一楼 | 米たにヨシトモ      | 米たにヨシトモ                              | 白井裕美子 田口麻美                   | あおきまほ 丹羽恭利 小川麻衣 末永宏一 田中宏紀 谷野美穂                                                                                             | -        | 12月23日        |
| 4 | ウイスキー・パイプを狙え | 米山昂     | 櫻井親良            | 黒田晃一郎 今泉竜太 土屋康郎                | 末永宏一 田口麻美                     | 野口寛明 加藤義貴 上赤由香里 川本和隆 ゴーダ 清水椋太 鈴木孝典 中川実 服部未夢 早川元基 福田さつき 藤野陽介 松下純子 矢田起也 渡辺一平太 あおきまほ | 増田敏彦 | 12月30日        |
| 5 | その男、密かに躍る       | 大河内一楼 | 酒向大輔            | 湖山禎崇 土屋康郎                           | 田口麻美                              | 野口寛明 白井裕美子 末永宏一 中野彰子 野口征恒 柿椿滲美 たかはしなぎさ                                                                              | -        | 2023年 1月6日   |
| 6 | 少年ルパン、三世を名乗る | 大河内一楼 | 酒向大輔 矢野雄一郎 | 酒向大輔 富沢信雄 小山田桂子 米たにヨシトモ | 田口麻美 白井裕美子 野口寛明 末永宏一 | 小川麻衣 あおきまほ 仁井宏隆 飯飼一幸 丹羽恭利 浦中利浩 宍戸久美子                                                                                  | -        | 1月13日         |